# Gospostvo Borculo
Gospostvo Borculo (nizozemska izgovorjava: [Borkjulo] je bilo visoko gospostvo na severovzhodu grofije Zutphen (danes del nizozemske province Gelderland) in do leta 1615 fevd knezo-škofije Münster.

## Lega
Gospostvo je ležalo v Achterhoeku in je približno obsegalo današnjo okolico občine Berkelland, razen Ruurla, do leta 1616 pa tudi območje nekdanje občine Lichtenvoorde.
Najpomembnejši kraji gospostva so bili mesti Borculo in Eibergen ter vasi Neede, Geesteren in Lichtenvoorde. Sedež visokega gospostva je bil na gradu Borculo po katerem se imenujejo gospodje Borkulski in gospostvo.

## Zgodovina
Kot prvi izmed gospodov Borkulskih ali Borculskih je Rudolf Borculski poimensko omenjen v listini Münstrskega škofa Wernerja iz leta 1151 kot "Rotholfus de Burclo".  Henrik Borculski je leta 1236 prodal Groenlo grofu Otonu II. Gelderskemu, ki je tako postal enklava na ozemlju Munstra.
Po izumrtju gospodov Borculskih leta 1401 je gospostvo Borculo prešlo na družino Bronckhorstskih. Leta 1406 je Gisbert Bronckhorstski priznal podrejenost škofiji Munster oziroma nadoblast nad gospostvom Borculo. Gisbertu Bronckhorstskemu in kasnejšim lastnikom je škofija Münster dodelila gospostvo Borculo.
Ko je leta 1553 Joost Bronckhorstski umrl brez neposrednih dedičev, je knezoškofija Münster zaplenila gospoščini Borculo in Lichtenvoorde kot propadla fevda. Vendar je Joostova vdova, Maria von Hoya, obdržala užitek pod pogojem, da s tem ne bi bila kršena nobena pravica škofa.
Sestrična pokojnega Joosta Bronckhorstskega-Borculskega, Irmgard Wischska, vdova Jurija Limburško-Styrumskega, je zahtevala dediščino in v zvezi s tem sklenila pogodbo z Marijo Hoysko in sodišče v Borculu je to priznalo kot zakonito. Vendar je bila neuspešna na fevdalnem sodišču v Münstru in sodišču cesarske zbornice v Speyerju. Ko je leta 1579 umrla Marija Hoyska, je knezoškofija prevzela gospostva in jih vzela pod neposredno upravo.
Šele Irmgardin vnuk, Jobst Limburško-Styrumski, je leta 1612 zadevo predložil Gelderskemu sodišču  v Arnhemu, ki  je v sodbi 20. decembra 1615 presodilo v korist tožnika. Razsodbo so izvršile čete generalštaba iz Zutphena, ki so prispele 27. decembra in zavzele vas in grad Lichtenvoorde ter 3./4. marca 1616 - po krajšem obleganju - mesto in grad Borculo.
Knezo-škof Krištof Bernhard Galenski je dvakrat neuspešno poskušal Borculo in Lichtenvoorde vrniti pod svojo oblast. V Kleveškem miru 18. aprila 1666 se je münsterski škof končno moral odpovedati vladavini Borcula. Od takrat Borculo zagotovo pripada provinci Gelderland. Leta 1726 je rodbina Limburško-Stirumskih prodala gospostvo Karlu Sofronijusu Filipu Wartenslebenskemu. Grofje Wartenslebenski-Flodorfski pa so jo leta 1742 prodali grofom Flemmingom (Jurij Detlef Flemminški je bil lastnik od 1742 do 1771). Po dedovanju je gospostvo za kratek čas (od 1771 do 1777) pripadalo poljskemu knezu Adamu Kazimierzu Czartoryskemu. Leta 1777 je hiša Oranskih pridobila gospostvo Borculo. Do danes je naslov gospod Borculski del " velike titulature ", popolnega seznama naslovov nizozemskih kraljev.

## Spletne povezave
- Zgodovina mesta in gospostva Borculo
- Lastniki fevdov in alodialnih posesti v gospostvu Borculo do leta 1616 in njihovi grbi